# Dreamtime healing concert
Een dreamtime healing concert is een soort concert waarbij de toehoorders in tegenstelling tot veel andere concerten liggend en meestal met gesloten ogen luisteren. Met de klanken van diverse muziekinstrumenten en de stem die soms gecombineerd worden met (Reiki/Qi) en intuïtieve massage, wordt een sfeer gecreëerd, met de bedoeling een diepe ontspanning te bewerkstelligen. Deze ontspanning of mentale toestand wordt door sommigen geassocieerd met de term healing, een begrip dat niet zozeer direct te doen heeft met lichamelijk genezen (helen), maar meer met het bevorderen van de geestelijk gemoedstoestand wat mogelijk indirect het zelfgenezend vermogen van degenen die de ervaring ondergaan zou stimuleren.

## Geschiedenis
De grondlegger van Dream Time Healing concerten was Jim Wafer, die eind jaren 80 in begon met Electric Dream Time Concerts in meditatiecentrum De Kosmos in Amsterdam, waarin het geluid van didgeridoo, klankschalen, synthesizers (bespeeld door Alain Eskinasi) en percussie gecombineerd werd met een breinmachine, waarop vijftig mensen tegelijk konden worden aangesloten door middel van hoofdtelefoons en led-brillen, en met Reiki. De breinmachine en de synthesizers werden vanaf ongeveer 1990 vervangen door sjamanistische muziekinstrumenten en zangtechnieken tijdens concerten met de naam Dream Time Healing Concerts.
Het gebruik van klank als helende kracht heeft een lange traditie. In vele culturen verspreid over de gehele wereld gebruikte men rituele klanken in de traditionele geneeskunst (China, India, Griekenland (Pythagoras), Siberisch sjamanisme, medicijnmannen en -vrouwen van de oorspronkelijke bewoners van Noord- en Zuid-Amerika). Een onderliggend idee is dat ziekte beschouwd kan worden als disharmonie en dat de juiste (harmonische) klanken kunnen helpen om de harmonie te herstellen. Het gebruik van het woord dreamtime (droomtijd) in de aanduiding van dit soort concerten heeft kennelijk te maken met het gebruik van de didgeridoo; een instrument afkomstig van de Australische Aboriginals, voor wie de droomtijd grote betekenis heeft.

## Beschrijving
De bezoekers liggen voor zover de ruimte het toelaat in een cirkel op de grond op yogamatjes. De spelers beginnen na een korte inleiding, waarin de bezoekers vaak wordt gevraagd tijdens het concert de ogen te sluiten, met zich op elkaar af te stemmen door een kring te vormen en klanken te zingen tot de samenklank voor het gevoel van de spelers harmonisch klinkt. Ze lopen vervolgens met hun muziekinstrumenten rond, waarbij de instrumenten op korte afstand van het lichaam van elke bezoeker worden bespeeld om een massage met klank te geven. Er is geen partituur of vastliggend verloop, de muziek ontstaat door vrije improvisatie.
De muziekinstrumenten die bespeeld worden zijn onder andere didgeridoo, sjamanentrommels, klankschalen, rainsticks, clapsticks, mondharpen. Er wordt gebruikgemaakt van de stem, vooral in de vorm van boventoonzang. Ook worden soms Reiki/Qi, handoplegging en lichte massage gecombineerd met de klanken. Een sessie duurt over het algemeen negentig minuten.
Onder de liefhebbers van dit soort concerten vindt men vooral mensen die ook interesse hebben in wereldmuziek, alternatieve geneeswijzen, meditatie, new age-denken en/of spiritualiteit. 
Deze concerten vinden dan ook vaak plaats in meditatiecentra, new age-centra, yoga-scholen en ook op het jaarlijkse Landjuweel festival in Ruigoord.

## Ervaringen, effecten
Bij een dreamtime concert heeft de bezoeker anderhalf uur de tijd en de kans om tot zichzelf te komen, in een sfeer die diegene die hier van houdt prettig zou kunnen vinden en waar mensen aandacht voor hem of haar hebben. Daardoor kunnen de toehoorders allerlei dingen eens rustig overdenken en laten bezinken of juist nergens aan denken en hun zorgen laten voor wat ze zijn. 
Bezoekers melden vaak dat ze een lichte trance ervaren, waarin zij soms kleuren en visuele patronen zien en sommigen zelfs visuele belevenissen hebben die op levendige dromen lijken. De geluidstrillingen worden door resonanties voelbaar in het lichaam wat door de aanwezigen vaak wordt ervaren als een innerlijke massage, een ontspannend klankenbad.
Na anderhalf uur kan de toehoorder met een ontspannen gevoel naar buiten stappen, of kan er emotioneel van alles los zijn gekomen. In het laatste geval is het wenselijk dat er een kundig en ervaren persoon aanwezig is, die de toehoorder dan op gepaste wijze op kan vangen.
De ritmes en pulserende klanken hebben een werking die overeenkomt met die van breinmachines waarbij met licht en/of geluid hersengolfsynchronisatie gestimuleerd wordt (entrainment), dat wil zeggen dat de golfpatronen die met elektro-encefalografie zichtbaar gemaakt kunnen worden, de neiging vertonen om de ritmes die aangeboden worden in de vorm van lichtpulsen en/of geluid te volgen, waarbij ook meer samenhang tussen de golfpatronen in beide hersenhelften optreedt dan anders.
Via hersenscans (EEG-brainmapping) werd zichtbaar gemaakt, dat wanneer een didgeridoo direct op het lichaam wordt gespeeld er synchronisatie van de beide hersenhelften optreedt op een manier die ook tijdens diepe meditatie werd waargenomen.

## Kritiek
Het verminderen van stress door de ontspanning en persoonlijke aandacht en een positieve gemoedstoestand zou het immuunsysteem kunnen ondersteunen.
Wetenschappelijk gezien zijn de claims van een heilzame werking van klanken en Reiki/Qi onbewezen. Het zou kunnen zijn dat verlichting van kwalen of symptomen optreedt als gevolg het placebo-effect, waarbij de verwachtingen, de suggestibiliteit en het geloven in een heilzame werking door de deelnemers en de bezoekers een positief effect veroorzaken.
Niet iedereen komt van een dreamtimeconcert tot rust of ervaart het als prettig. Tot mogelijke ongewenste of onprettige bijverschijnselen behoren: verveling, irritatie door bepaalde geluiden en het aan de oppervlakte komen van verdrongen traumatische herinneringen en emoties. Het is dan wenselijk dat er iemand aanwezig is die dat goed op kan vangen. 
Afgezien van de vraag of er bij spelers en toehoorders wel of geen positief ('helend') effect bereikt wordt tijdens een dreamtime healing concert kan men het bestaan ervan als cultureel fenomeen (in de betekenis van kunstzinnige uiting) moeilijk ontkennen.